# Marko Kvasina
Marko Kvasina (* 20. Dezember 1996 in Wien) ist ein österreichischer Fußballspieler kroatischer Abstammung.

## Karriere

### Verein

#### Karrierebeginn in Wien
Kvasina begann seine Karriere beim First Vienna FC. Zur Saison 2011/12 kam er in die Akademie des FK Austria Wien. Mit der U-19-Mannschaft der Austria nahm er in der Saison 2013/14 an der UEFA Youth League teil. Mit der Mannschaft schied er im Achtelfinale gegen Benfica Lissabon aus, Kvasina kam in der Youth League zu vier Einsätzen und erzielte dabei ein Tor.
Im März 2014 debütierte er für die Amateure der Austria in der Regionalliga, als er am 16. Spieltag der Saison 2013/14 gegen die Amateure der SV Mattersburg in der Startelf stand. Im selben Monat erzielte er bei einem 6:0-Sieg gegen den ATSV Ober-Grafendorf sein erstes Tor in der dritthöchsten Spielklasse. Im Mai 2014 folgte bei einem 3:3-Remis gegen den Wiener Sportklub sein erster Doppelpack für die „Jungveilchen“. Bis Saisonende absolvierte er 14 Regionalligaspiele, in denen er sechs Tore erzielte.
Im Oktober 2014 stand er gegen den SC Wiener Neustadt erstmals im Kader der Profis der Austria. Sein Debüt in der Bundesliga gab er im folgenden Monat, als er am 16. Spieltag der Saison 2014/15 gegen den FC Admira Wacker Mödling in der 77. Minute für Mario Leitgeb eingewechselt wurde. Bei seinem zweiten Einsatz im Dezember 2014 gegen den SV Grödig erzielte er mit dem Treffer zum 1:0-Endstand sein erstes Bundesligator. Im Februar 2015 stand er gegen den SCR Altach erstmals in der Startelf, ehe er in der 71. Minute durch Alexander Grünwald ersetzt wurde. Bis Saisonende kam er zu 17 Bundesligaeinsätzen, in denen er drei Tore erzielte. Zudem absolvierte er auch 16 Spiele für die Amateure in der Regionalliga und erzielte dabei acht Tore.
In der Saison 2015/16 kam Kvasina nur zu drei Einsätzen in der Bundesliga und spielte vermehrt für die Amateure, für die er in 24 Regionalligaspielen neun Tore machte. In der Saison 2016/17 konnte er sich mit der Austria in der Qualifikation zur UEFA Europa League gegen den FK Kukësi, Spartak Trnava und Rosenborg Trondheim durchsetzen und sich somit für die Hauptrunde qualifizieren. Kvasina kam während der Qualifikation zu drei Einsätzen als Einwechselspieler, im Rückspiel gegen Trnava bereitete er das entscheidende Tor von Kevin Friesenbichler zum 1:0 vor, das die Austria in die Verlängerung brachte. In der Hauptrunde kam Kvasina zu einem Kurzeinsatz im letzten Spiel gegen Viktoria Pilsen, mit der Austria schied er bereits in der Gruppenphase aus. In der Liga blieb er in 16 Spielen torlos, für die Regionalligamannschaft kam er noch zu drei Einsätzen.

#### Beim FC Twente in der Eredivisie
Im Juli 2017 wechselte er in die Niederlande zum FC Twente Enschede, bei dem er einen bis Juni 2021 gültigen Vertrag erhielt. Sein Debüt in der Eredivisie gab er im August 2017, als er am ersten Spieltag der Saison 2017/18 gegen Feyenoord Rotterdam in der Startelf stand und in der 86. Minute durch Tom Boere ersetzt wurde. Nachdem er in den ersten vier Spieltagen drei Mal in der Startelf gestanden war, kam er fortan kaum noch zu Einsatzzeit, sein längster Einsatz sollte 26 Minuten dauern. So kam er bis Saisonende zu 13 Einsätzen, wobei er zehn Mal eingewechselt wurde, und blieb dabei ohne Tor. Zudem kam er zu fünf Einsätzen für die Reserve von Twente in der viertklassigen Derde Divisie. Mit der ersten Mannschaft musste er zu Saisonende aus der höchsten Spielklasse absteigen.

#### Zurück in der Bundesliga
Daraufhin kehrte Kvasina zur Saison 2018/19 nach Österreich zurück und wechselte zur SV Mattersburg, bei der einen bis Juni 2020 laufenden Vertrag erhielt. Für die Burgenländer erzielte er direkt bei seinem Debüt im Erstrundenspiel im ÖFB-Cup gegen den USV Allerheiligen zwei Tore. Auch in der Liga erzielte beim 3:2-Sieg gegen den SCR Altach bei seinem ersten Einsatz für Mattersburg in der Bundesliga ein Tor. Während der Saison 2018/19 pendelte er bei Mattersburg zwischen Startelf und Bank; zu Saisonende hatte er 24 Einsätze zu Buche stehen, in denen er sechs Tore erzielte, 15 Mal stand er dabei in der Startelf. In der Saison 2019/20 stand er unter dem neuen Trainer Franz Ponweiser kaum mehr in der Startelf. Nach der durch die COVID-19-Pandemie bedingten Ligaunterbrechung stand er nicht einmal mehr im Spieltagskader.

#### Ein zweites Mal im Ausland
Aus diesem Grund verließ er Mattersburg nach seinem Vertragsende nach der Saison 2019/20 und wechselte nach Belgien zum KV Ostende, bei dem er einen bis Juni 2023 laufenden Vertrag erhielt. In der Saison 2020/21 bestritt er 33 von 40 möglichen Ligaspielen für Ostende, wobei er fünf Tore schoss, sowie zwei Pokalspiele. In der Saison 2021/22 kam er bis zum 27. Spieltag zu 17 Einsätzen, in denen er ein Tor erzielte. Im Februar 2022 wechselte Kvasina leihweise in die Schweiz zum FC Luzern. Bis zum Ende der Leihe kam er zu 14 Einsätzen in der Super League, in denen er zwei Tore erzielte.
Zur Saison 2022/23 kehrte er wieder nach Belgien zurück, wo er bei Ostende aber keine Rolle mehr spielte und nie mehr im Spieltagskader stand. Daraufhin verließ Kvasina den Verein im September 2022 dann endgültig und wechselte in die Türkei zum Zweitligisten Göztepe Izmir. Für Göztepe absolvierte er insgesamt 28 Partien in der TFF 1. Lig, in denen er zwei Tore erzielte. Im Oktober 2023 löste er seinen Vertrag in Izmir auf.
Im Jänner 2024 wechselte er anschließend nach Tschechien zum Erstligisten 1. FC Slovácko.

### Nationalmannschaft
Kvasina spielte im August 2013 gegen Italien erstmals für die österreichische U-17-Auswahl und konnte in jenem Spiel, das Österreich mit 2:1 gewann, auch sein erstes Tor im Nationaldress erzielen. Mit Österreichs U-17-Mannschaft nahm er im selben Jahr auch an der WM in den Vereinigten Arabischen Emiraten teil, bei der man jedoch als Letzter der Gruppe E in der Vorrunde ausschied. Kvasina kam während des Turniers zu einem Einsatz.
2014 absolvierte er zwei Spiele für die U-18-Mannschaft. Im September 2014 kam er gegen die Schweiz zu seinem ersten Einsatz für die U-19-Auswahl. 2015 nahm er mit dem U-19-Team an der EM teil, bei der man als Dritter der Gruppe A in der Vorrunde ausschied. Kvasina kam in allen drei Spielen Österreichs über die volle Distanz zum Einsatz und erzielte im letzten Gruppenspiel bei einem 2:2-Remis gegen die Ukraine beide Tore seines Landes im Turnier.
Im November 2015 debütierte er gegen Deutschland für die U-21-Mannschaft. Nachdem man 2016 noch an einer Qualifikation zur EM im Playoff an Spanien gescheitert war, qualifizierte Kvasina sich mit der österreichische U-21-Auswahl im November 2019 nach gewonnenem Playoff gegen Griechenland erstmals in der Geschichte für eine U-21-EM. Für das Turnier im Juni 2019 wurde er auch berücksichtigt und kam zu einem Einsatz; Österreich schied allerdings als Dritter der Gruppe B in der Gruppenphase aus. Damit war auch Kvasinas Karriere im U-21-Team beendet, für das er insgesamt 27 Spiele absolvierte; nur vier Spieler kamen häufiger zum Einsatz.